# Пливање на Летњим олимпијским играма 1920.
Пливање на 7. Летњим олимпијским играма 1920. у Антверпену одржано је од 22. до 29. августа на пливачком стадиону у Антверпену. 
На програму је било десет пливачких дисциплина 7 мушких и 3 женске. Нова у односу на раније Игре била је дисциплина 300 м слободно за жене, која је већ на следећим играма замењена са дисциплином пливања на 400 метара. 
Највећи број победа освојила је пливачка репрезентација САД (8 златних медаља д 10 могућих), укупно 16 медаља. То је први пут на пливачким такмичењима на Олимпијским играма да је САД освојила највише медаља.
Дјук Катамакоку поновио је свој успех са прошлих Игара на 100 метара слободним стилом. Норман Рос је победио на 400 и 1.500 м слободним стилом. Швеђани Хокан Малмрот победио је на 200 и 400 метара прсним стилом, а Том Херинг у истим дисциплинама био је други. Ворен Киалоха победио је у јединој дисципли леђним пливањем.
У Женстој конкураницији сва прва места припала су пливачицама САД.

## Земље учеснице
Учествовало је 116 пливача из 19 земаља. Немачка, Аустрија, Мађарска и Турска нису биле позване на ове Игре.
1. Аустралија 6 (5+1)
2. Белгија 12 (11+1)
3. Бразил 2  (2+0)
4. Канада 3 (3+0)
5. Италија 4 (4+0)
6. Јапан 2 (2+0)
7. Јужнофричка Република 1 (0+1)
8. Луксембург 2 (2+0)
9. Нови Зеланд 1 (0+1)
10. Норвешка 2 (2+0
11. САД 22 (16+6)
12. Уједињено Краљевство 18 (12+6)
13. Финска 1 (1+0)
14. Француска 13 (10+3)
15. Холандија 4 (3+1)
16. Чехословачка 4 (4+0)
17. Швајцарска 4 (4+0
18. Шведска 13 (9+4)
19. Шпанија 2 (2+0)

## Резултати

### Мушкарци
| Дисциплине                |                                                                     | Резултат   |                                                                         | Резултат |                                                                                  | Резултат |
| 100 м слободно детаљи     | Дјук Каханамоку · САД                                               | 1:01,4 СР  | Пуа Кеалоха · САД                                                       | 1:02,6   | Бил Харис · САД                                                                  | 1:03,0   |
| 400 м слободно детаљи     | Норман Рос · САД                                                    | 5:26,8     | Лудвиг Лангер · САД                                                     | 5:29,0   | Џорџ Вернот Канада                                                               | 5:29,6   |
| 1.500 м слободно детаљи   | Норман Рос · САД                                                    | 22:23,2    | Џорџ Вернот Канада                                                      | 22:36,4  | Френк Борепер · Аустралија                                                       | 23:04,0  |
| 100 м леђно детаљи        | Ворен Киалоха · САД                                                 | 1:15,2     | Реј Кегрис · САД                                                        | 1:16,8   | Жерар Бли · Белгија                                                              | 1:19,0   |
| 200 м прсно детаљи        | Хокан Малмрот · Шведска                                             | 3:04,4     | Том Херинг · Шведска                                                    | 3:09,2   | Арво Алтонен · Финска                                                            | 3:12,2   |
| 400 м прсно детаљи        | Хокан Малмрот · Шведска                                             | 6:31,8     | Том Херинг · Шведска                                                    | 6:45,2   | Арво Алтонен · Финска                                                            | 6,48,0   |
| 4 х 200 м слободно детаљи | САД · Дјук Каханамоку · Пуа Кеалоха · Пери Макгиливрај · Норман Рос | 10:04,4 СР | Аустралија · Хенри Хеј · Вилијам Хералд · Ајван Стедмам · Френк Борепер | 10:25,4  | Уједињено Краљевство · Лесли Савиџ · Едвард Петер · Хенри Тејлор · Харолд Анисон | 10:37,2  |

### Жене
| Дисциплине                |                                                                       | Резултат  |                                                                                    | Резултат |                                                               | Резултат |
| 100 м слободно детаљи     | Етелда Блејбтреј · САД                                                | 1:13,6 СР | Арин Гест · САД                                                                    | 1:17,0   | Френсис Шрот · САД                                            | 1:17,2   |
| 300 м слободно детаљи     | Етелда Блејбтреј · САД                                                | 4:34,0 СР | Маргарет Вулдбриџ · САД                                                            | 4:42,8   | Френсис Шрот · САД                                            | 5:29,6   |
| 4 х 100 м слободно детаљи | САД · Маргарет Вулдбриџ · Френсис Шрот · Арин Гест · Етелда Блејбтреј | 5:11,6 СР | Уједињено Краљевство · Хилда Џејмс · Костанс Џинс · Шарлот Редклиф · Грејс Макензи | 5:40,8   | Шведска · Ајна Берг · Еми Макнов · Јане Гилинг · Карин Нилсен | 5:43,6   |

### Биланс медаља, укупно
|            | Држава               |    |    |    |    |
| ---------- | -------------------- | -- | -- | -- | -- |
| 1          | САД                  | 8  | 5  | 3  | 16 |
| 2          | Шведска              | 2  | 2  | 1  | 5  |
| 3          | Аустралија           | 0  | 1  | 1  | 2  |
| 3          | Канада               | 0  | 1  | 1  | 2  |
| 3          | Уједињено Краљевство | 0  | 1  | 1  | 2  |
| 6          | Финска               | 0  | 0  | 2  | 2  |
| 7          | Белгија              | 0  | 0  | 1  | 1  |
|            |                      |    |    |    |    |
| Укупно (7) | Укупно (7)           | 10 | 10 | 10 | 30 |